# Defosfatazione
Il processo chimico di defosfatazione di acque da trattare, rientra in una delle tante applicazioni della chiariflocculazione e consiste nella rimozione del fosforo inorganico tramite precipitazione.
Attraverso l'utilizzo di sali di ferro, sali dall'alluminio e calce spenta si formano fiocchi separabili per sedimentazione. 
Operando in condizioni di pH che garantiscono l'insolubilità di questi composti contenenti anche fosforo è facile ottenerne la precipitazione. Durante la sedimentazione dei fiocchi si ha inoltre l'adsorbimento di fosforo organico e polifosfati.

## Alternative impiantistiche
Esistono sostanzialmente 3 tipologie impiantistiche relative ai processi di rimozione dei nutrienti in impianti di (depurazione) delle acque reflue:
- Pre-defosfatazione: consiste nell'immissione di un'unità di dosaggio di reattivo a monte della sedimentazione primaria. La percentuale degli ortofosfati, che sono i composti che reagiscono maggiormente con i reattivi, è dell'ordine del 20% contro l'80% di fosforo organico, portando a percentuali di rimozione inferiori a quelli della post-defosfatazione.

- Defosfatazione simultanea (o co-defosfatazione): il reattivo viene inoculato direttamente nel reattore biologico, che però deve essere del tipo a fanghi attivi. Questo metodo può però portare a inibizione dell'attività dei batteri nitrificanti presenti, utili per la rimozione dell'azoto.

- Post-defosfatazione: immissione di un'unità di dosaggio e sedimentazione per raccogliere il fango chimico che si viene a creare a valle della sedimentazione secondaria. È il metodo più utilizzato per la capacità di trattare il fango chimico e quello biologico separatamente e per gli ottimi livelli di rimozione che ne conseguono.